# Misael Rodríguez
Misael Uziel Rodríguez Olivas (7 aprile 1994) è un pugile messicano.

## Palmarès

### Olimpiadi
- 1 medaglia:
  - 1 bronzo (Rio de Janeiro 2016 nei pesi medi)

### Giochi panamericani
- 1 medaglia:
  - 1 bronzo (Toronto 2015 nei pesi medi)

### Giochi CAC
- 1 medaglia:
  - 1 bronzo (Veracruz 2014 nei pesi medi)